# Viburnum glaberrimum
Viburnum glaberrimum är en desmeknoppsväxtart som beskrevs av Merrill. Viburnum glaberrimum ingår i släktet olvonsläktet, och familjen desmeknoppsväxter. Inga underarter finns listade i Catalogue of Life.